# Giuseppe Orsi (dirigente)
Giuseppe Orsi (Guardamiglio, 24 novembre 1945) è un dirigente d'azienda italiano.
Dal 2011 al 2013 è stato amministratore delegato e presidente di Finmeccanica Spa, e dal 2004 al 2011 amministratore delegato di AgustaWestland.

## Biografia
Si laurea in Ingegneria aeronautica al Politecnico di Milano e presso la Wharton School della University of Pennsylvania approfondisce la propria conoscenza in finanza e in management. Dopo gli studi universitari presta servizio militare quale ufficiale di complemento dell'Aeronautica Militare e durante questo periodo ottiene il brevetto di pilota civile.
Nel 1973 Orsi comincia la sua carriera in SIAI-Marchetti, che verrà poi incorporata in Agusta, con l'incarico di responsabile supporto prodotto. A seguito della riorganizzazione delle società di Agusta in un'unica struttura centralizzata, nel 1984 si trasferisce alla Corporation in staff al direttore marketing e strategie, divenendo responsabile della costituzione e della gestione della rete internazionale degli uffici vendite e di rappresentanza del Gruppo Agusta.
Alla fine degli anni Ottanta gli viene assegnata la nomina di direttore vendite della divisione aeroplani di Agusta e nell'89 diventa presidente e amministratore delegato di Agusta Aerospace Corporation, consociata nordamericana di Agusta con sede a Filadelfia e con un ufficio per relazioni governative a Washington. Viene richiamato in Italia nel gennaio 1994 per essere nominato vice president – vendite governative e programmi di Agusta. In questo ruolo ha la responsabilità a livello globale delle vendite militari ed inizia ad effettuare la riorganizzazione del settore vendite internazionali.
Nel 1997 dopo essere diventato vice direttore generale di Agusta, responsabile dell'organizzazione di marketing e vendite, consolida la presenza dell'azienda nel mercato internazionale e sviluppa la partnership con Bell per il progetto Tilt Rotor e AB 139. Due anni dopo assume l'incarico di condirettore generale. Orsi partecipa attivamente alla creazione di AgustaWestland. Agusta e Westland si fondono nel marzo 2001 e ne diviene direttore generale marketing e vendite di AgustaWestland. Come tale Orsi diventa membro del “Management Committee” della stessa e durante questo periodo organizza la nuova rete di vendita di AgustaWestland. Nel novembre dell'anno dopo, Giuseppe Orsi è amministratore delegato e direttore generale di Agusta SpA e responsabile, in qualità di COO (Chief Operating Officer), delle attività italiane di AgustaWestland.
Giuseppe Orsi è amministratore delegato di AgustaWestland dal novembre 2004 a maggio 2011. Dal 2004, AgustaWestland inizia una significativa crescita in termini di acquisizioni ordini, profitti, EBIT, cash flow ed elicotteri consegnati fino ad avere 13.000 dipendenti in tutto il mondo inclusi 3.270 in Polonia a seguito dell'acquisizione di PZL-Swidnik avvenuta nel 2010. Da maggio 2011 Giuseppe Orsi è amministratore delegato di Finmeccanica Spa, carica a cui si aggiunge quella di presidente da dicembre 2011 con le dimissioni di Pier Francesco Guarguaglini coinvolto dallo scandalo su presunti appalti e fondi neri.
Giuseppe Orsi è sposato e ha due figli e due nipoti. In un documento sulle dichiarazioni patrimoniali e reddituali rese dai titolari di cariche elettive e direttive di alcuni enti, a cura della Presidenza del Consiglio dei Ministri ai sensi dell'art. 12 della legge 5 luglio 1982 n. 441, risulta che il manager vantava per il 2010 redditi annui pari a 1,6 milioni di €.

## Provvedimenti giudiziari
Il 12 febbraio 2013 viene emesso nei confronti del manager un ordine di arresto dalla Procura di Busto Arsizio con le accuse corruzione internazionale, concussione e peculato per le presunte tangenti che sarebbero state pagate per la vendita di 12 elicotteri al governo indiano.. Non sono state rese note le fonti dell'accusa, mentre è stato comunicato che a condurre le indagini che hanno portato all'arresto, è stato il colonnello dei Carabinieri Sergio De Caprio, più noto come "Capitano Ultimo", noto per aver arrestato il capo dei capi di Cosa Nostra Totò Riina.
Il 13 febbraio 2013 il consiglio di amministrazione straordinario affida le deleghe di Orsi come amministratore delegato al direttore generale Alessandro Pansa "per la gestione unitaria della Società e del Gruppo" e nomina il consigliere anziano Guido Venturoni vicepresidente del gruppo Finmeccanica per gestire ad interim i poteri di presidente.
Il 16 febbraio 2013 Orsi rassegna le sue dimissioni da presidente e consigliere del C.d.A di Finmeccanica che dovrà eleggere la nuova guida del gruppo per il 2 e il 15 aprile.
Al termine del processo di primo grado, conclusosi il 9 ottobre 2014, Orsi è stato assolto perché "il fatto non sussiste" dall'accusa di corruzione internazionale per la quale era stato arrestato, a fronte di una richiesta di 6 anni di reclusione formulata dal pm, mentre è stato condannato a due anni (con pena sospesa) per il reato di false fatturazioni .
I giudici della II corte d'Appello di Milano ad aprile 2016 hanno ritenuto provato il pagamento dell'ipotizzata tangente ai funzionari indiani e hanno condannato Giuseppe Orsi, ex amministratore delegato e presidente di Finmeccanica, a 4 anni e sei mesi.
Il 16 dicembre 2016 la Terza Sezione Penale della Cassazione ha annullato con rinvio tale sentenza della Corte d'appello. L'8 gennaio 2018, al termine del secondo processo di Appello, veniva assolto da entrambe le imputazioni di corruzione internazionale e false fatturazioni. L’assoluzione verrà confermata anche in Cassazione l’anno seguente.

## Onorificenze
Nel 2010 viene riconosciuto "Freeman of the City of London" dal Sindaco di Londra.
È membro della Royal Aeronautical Society (FRAeS).